# Michail Aleksandrovič Ul'janov
Michail Aleksandrovič Ul'janov (in russo Михаи́л Алекса́ндрович Улья́нов?; 20 novembre 1927 – Mosca, 26 marzo 2007) è stato un attore e politico russo, fino al 1991 sovietico.

## Filmografia parziale

### Cinema
- Živye i mёrtvye, regia di Aleksandr Stoller (1964)
- I fratelli Karamazov (Bratya Karamazovy), regia di Kirill Lavrov, Ivan Pyr'ev e Michail Ul'janov (1969)
- Samyj poslednij den', regia di Michail Ul'janov (1972)
- Tema, regia di Gleb Panfilov (1979)
- Vita privata (Chastnaya zhizn), regia di Julij Rajzman (1982)
- Bez svidetelej, regia di Nikita Michalkov (1983)